# Kompania łączności 3 Dywizji Piechoty Legionów
Kompania łączności 3 Dywizji Piechoty Legionów – pododdział łączności Wojska Polskiego.

## Historia kompanii
Wiosną 1932 została sformowana kompania telegraficzna 3 Dywizji Piechoty Legionów. Do kompanii przeniesiony został porucznik Feliks Kierszniewski i podporucznik Czesław Ferdynand Wawrzyniec Nowak, a w grudniu tego roku podporucznik Jan Feliks Schlarb.
Kompania stacjonowała w Zamościu i była organiczną jednostką łączności 3 Dywizji Piechoty Legionów.
Kompania miała prowadzić szkolenie według obowiązującej wówczas „Instrukcji wyszkolenia wojsk łączności” sygn. MSWojsk. Szefostwo Łączności L. dz. 900/tjn. Wyszk. 30.
Kompania miała dwa plutony, lecz nie posiadała radia. Pluton radio był mobilizowany w pułku radio w Warszawie i po zakończeniu mobilizacji przydzielony do dywizji. Dywizja nie posiadała wówczas organu zaopatrzenia i naprawy sprzętu łączności, czyli organu służby łączności.
W 1935 w składzie kompanii utworzono pluton radiowy.
Na podstawie rozkazu Dowództwa Łączności MSWojsk. L. 3000/tjn. I.Org. z 11 października 1937 kompania telegraficzna 3 DP Leg. została przeorganizowana i przemianowana na kompanię łączności 3 DP Leg.
Organizacja pokojowa kompanii łączności:
- dowódca kompanii (kapitan),
- drużyna dowódcy kompanii[b],
- I pluton telefoniczny,
- II pluton telefoniczny,
- III pluton radio[16][7].

Etat przewidywał 4 oficerów, 14-18 podoficerów (zależnie od typu kompanii), 130-133 szeregowców, 14 koni wierzchowych, 18-20 koni pociągowych, 2 samochody ciężarowe, 2 motocykle.
Organizacja pokojowa była dostosowana do zadań mobilizacyjnych i okazała się dobrą.
1 września 1938 uprawnienia dowódcze względem kompanii otrzymał szef łączności dywizji. Dowódcami (szefami) łączności dywizji byli: kpt. łącz. Jan Antoni Gustek (od III 1929) i kpt. łącz. Feliks Kierszniewski (1939).
Do zadań kompanii należało szkolenie rezerw podoficerów i szeregowców jedynie na potrzeby własne. Poborowi byli wcielani bezpośrednio do kompanii. Etaty były tak skalkulowane, że dla zaspokojenia zapotrzebowań wojennych musiano powołać pod broń osiem roczników rezerwistów. Kandydaci na podoficerów służby czynnej z kompanii szkolili się w szkołach podoficerskich batalionów telegraficznych i pułku radio.
Wiosną 1939 kompania została podporządkowana pod względem wyszkolenia fachowego dowódcy 1 Grupy Łączności. Ze względu na szybki wybuch wojny dowództwo grupy nie odegrało powierzonej mu roli.
Zgodnie z uzupełnionym planem mobilizacyjnym „W” kompania łączności 3 DP była jednostką mobilizującą. Pod względem mobilizacji materiałowej była przydzielona do 3 pułku artylerii lekkiej Legionów.
Dowódca kompanii był odpowiedzialny za przygotowanie całości mobilizacji jednostek wpisanych na tabelę mob. z wyjątkiem mobilizacji materiałowej, za którą był współodpowiedzialny razem z dowódcą 3 pułku artylerii lekkiej Legionów. 
Dowódca kompanii był ponadto odpowiedzialny za przeprowadzenie mobilizacji:
- kompanii telefonicznej 3 DP,
- plutonu łączności Kwatery Głównej 3 DP,
- plutonu radio 3 DP,
- drużyny parkowej łączności 3 DP,

Wszystkie jednostki były mobilizowane w Zamościu, w I rzucie mobilizacji powszechnej. 
Po zakończeniu czynności mobilizacyjnych kompania przekazywała: nadwyżki personelu i materiału marszem pieszym do Ośrodka Zapasowego Telegraficznego „Lublin”, natomiast nadwyżki koni i środków przewozowych do 3 pal Leg.
Jednostki zmobilizowane przynależały pod względem ewidencyjnym do OZ Telegraficznego „Lublin” z wyjątkiem plutonu radio 1 DP, który przynależał do Ośrodka Zapasowego Radio w Warszawie.
30 sierpnia 1939 została zarządzona mobilizacja powszechna. Jej pierwszym dniem był 31 sierpnia.
Jednostki łączności 3 DP Leg. były formowane według organizacji wojennej L.3124/mob.org., ukompletowane zgodnie z zestawieniem specjalności L.3124/mob.AR oraz uzbrojone i wyposażone zgodnie z wojennymi należnościami materiałowymi L.3124/mob./mat.
Pluton łączności Kwatery Głównej 3 DP przeznaczony był do obsługi dowództwa dywizji, kompania telefoniczna przeznaczona do budowy i obsługi polowej sieci telefonicznej (z kabla polowego), a drużyna parkowa łączności odpowiadała za zaopatrzenie, naprawę i ewakuację sprzętu łączności.
Pluton radio 3 DP był formowany według organizacji wojennej L.3121/mob.org., ukompletowany zgodnie z zestawieniem specjalności L.3121/mob.AR oraz uzbrojony i wyposażony zgodnie z wojennymi należnościami materiałowymi L.3121/mob./mat.
W czasie kampanii wrześniowej jednostki łączności z plutonem radio walczyły w składzie macierzystej dywizji.

## Kadra kompanii
Dowódcy kompanii
- por. łącz. mgr Kazimierz Maria Józef Jaworski[d] (do IX 1939)

Obsada personalna kompanii łączności 3 DP Leg. w marcu 1939
- dowódca kompanii – por. łącz. mgr Kazimierz Maria Józef Jaworski[34]
- dowódca plutonu – por. łącz. Jerzy Pyrkosz
- dowódca plutonu radio – ppor. łącz. Jerzy Marian Koszla[e]

Obsada personalna jednostek łączności 3 DP i plutonu radio we wrześniu 1939
- dowódca kompanii telefonicznej 3 DP – por. łącz. mgr Kazimierz Maria Józef Jaworski
- dowódca plutonu łączności KG 3 DP – NN
- dowódca plutonu radio 3 DP – por. łącz. Jerzy Pyrkosz[f]
- dowódca drużyny parkowej łączności 3 DP – NN